# Маскоу, Иоанн Яков
Иоанн Яков Маскоу (нем. Johann Jacob Mascov; 1689—1761) — немецкий юрист, историк и библиотекарь

.

## Биография
Иоанн Яков Маскоу родился 26 ноября 1689 года в городе Гданьске (Данциг). Учился в Лейпцигском университете, где особое внимание уделял лекциям Иоганна Буркхардта Менке.
Успешно окончив университетский курс получил профессуру в альма-матер.
Среди наиболее известных исторических трудов Маскоу: два компендия по нем. истории — один до императора Священной Римской империи Карла VI (1747), другой — до начала XVIII века (1722); «Geschichte der Teutschen bis zum Anfang der fränkischen Monarchie» (1726); «Geschichte der Tentschen bis zum Abgang der Merovingischen Könige» (Лейпциг, 1737), «Commentarii de rebus Romano-Germanicis», от Конрада I до смерти Конрада III (1741—1753). Согласно «ЭСБЕ», работы учёного по средневековой истории Германии — первая научная обработка её на немецком языке.
По мнению доктора всеобщей истории, профессора Императорского Санкт-Петербургского Университета Г. В. Форстена, Маскоу — «прекрасный рассказчик; исторические личности у него довольно ярко характеризованы. Он с большой осторожностью пользуется источниками; в его трудах виден исследователь-критик. В своих „Комментариях“ М. обнаруживает большое беспристрастие, напр. при рассмотрении борьбы из-за инвеституры».
Иоанн Яков Маскоу умер 21 мая 1761 года в городе Лейпциге.